# Jean-Claude Mézières
Jean-Claude Mézières (Saint-Mandé, 23 settembre 1938 – 23 gennaio 2022) è stato un fumettista francese, noto per essere stato il creatore di diversi cicli di storie illustrate tra cui Valerian.

## Biografia
Dopo aver frequentato l'istituto parigino di arti applicate, lavorò per tre anni come illustratore. In seguito si recò negli Stati Uniti per vivere come cowboy e fare nuove esperienze. Tornato in Francia collaborò con diverse riviste come Pilote, per cui realizzò Valerian, e Métal Hurlant. Nel 1984 vinse il Grand Prix de la ville d'Angoulême e nel 1991 collaborò alla realizzazione del film Il quinto elemento.